# لا خوف بعد اليوم (فلم)
لا خوف بعد اليوم فيلم تونسي من إخراج مراد بن الشيخ تم تصويره أثناء الثورة التونسية وتم عرضه في مهرجان كان 2011.

## روابط خارجية
- مقالات تستعمل روابط فنية بلا صلة مع ويكي بيانات